# Anna Kruse (sångerska)
Anna Kruse, född i Sverige, är en svensk-dansk jazzsångerska.
Anna Kruse utbildade sig på Ingesunds Musikhögskola och på RCM Rytmisk Musik Konservatorium i København. Kruse har komponerat över 60 sånger till Edith Södergrans dikter och alla hennes album är texter av Södergran.
Hon skivdebuterade 
2009 med Lyckokatt, sånger baserade på dikter av Edith Södergran. Bandet bestod här av:
- Lisbeth Diers; trummor
- Eva Malling; Bas
- Nicholas Kingo; Klaver
- SisselVera Pettersen; sang och sax.
- Gunnar Halle spelar med på trumpet.

År 2013 kom CD:n Champagnefötter. Bandet är detsamma som på Lyckokatt men med Flemming Agerskov på trumpet och Jeppe Holst på gitarr.
År 2017 kom Himlens rand där Stina Ekblad är med som diktuppläsare. Här var Gustaf Ljunggren med till att skapa ljudet med stråkar, basklarinett och strängar. Samma band som de tidigare men utan SisselVera.
Samarbetet med Stina Ekblad startade 2007 och de har efter 2017 givit många konserter i hela Norden. Ekblad har sagt om Anna Kruses musik: "Edith Södergrans poesi och Anna Kruses musik och röst möter varandra, som systrar från varsin tid. De går sida vid sida, klangfullt, drömskt, vilt och vemodigt."
År 2017 kom också Ep:n ”Till fots fick jag gå...” Ett 10-årsjubileum av bandet där L. Diers, E. Malling, G. Halle och N. Kingo skrev musik till dikten med samma namn. 6 sånger med samma text på ett album. Samma år kom också livealbumet ”Nordisk Bigband poesi” i ett samarbete med ”The Pagsberg Bigband and the vocals”.
År 2021 kom albumet “Barndomsträd” där stråkkvartetten Who Killed Bambi skapade grundljudet. Fredrik Lundin, Antti Järvelä och Johanne Anderson har skapat stråkarrangemangen. Albumet blev nominerat till en DMA Jazz år 2021 som ”Best vocal album”.
2022 Ep:n ” Edith Electro” i samarbete med producent Anna Lidell.
2023 hyllades Edith Södergrans poesi och att hon varit död i 100 år i Helsingborg. Komponist, arrangör och dirigent Peter Nordahl stod framför Helsingborgs Symfoniorkester. Stina Ekblad läste och Anna Kruse sjöng. Det var en konsert baserad på Anna Kruses kompositioner till Södergrans dikter.
Anna Kruse har två sånger med i den danska sångboken Højskolesangbogen som utkom 2019.

## Diskografi
- 2009 – Lyckokatt (VME/Celibrated)
- 2013 – Champagnefötter (Gateway)
- 2017 – Nordisk Bigband Poesi med The Pagsberg Bigband and the Vocals
- 2017 – Himlens rand med Stina Ekblad som diktuppläsare (Gateway)
- 2017 – Till fots... med Stina Ekblad som diktuppläsare (Gateway)
- 2021 – " Barndomsträd" med Stina Ekblad och Who Killed Bambi
- 2022 - ”Edith electro” med Anna Lidell